# Altes Boyneburger Schloss
Koordinaten: 51° 6′ 26″ N, 9° 58′ 13″ O

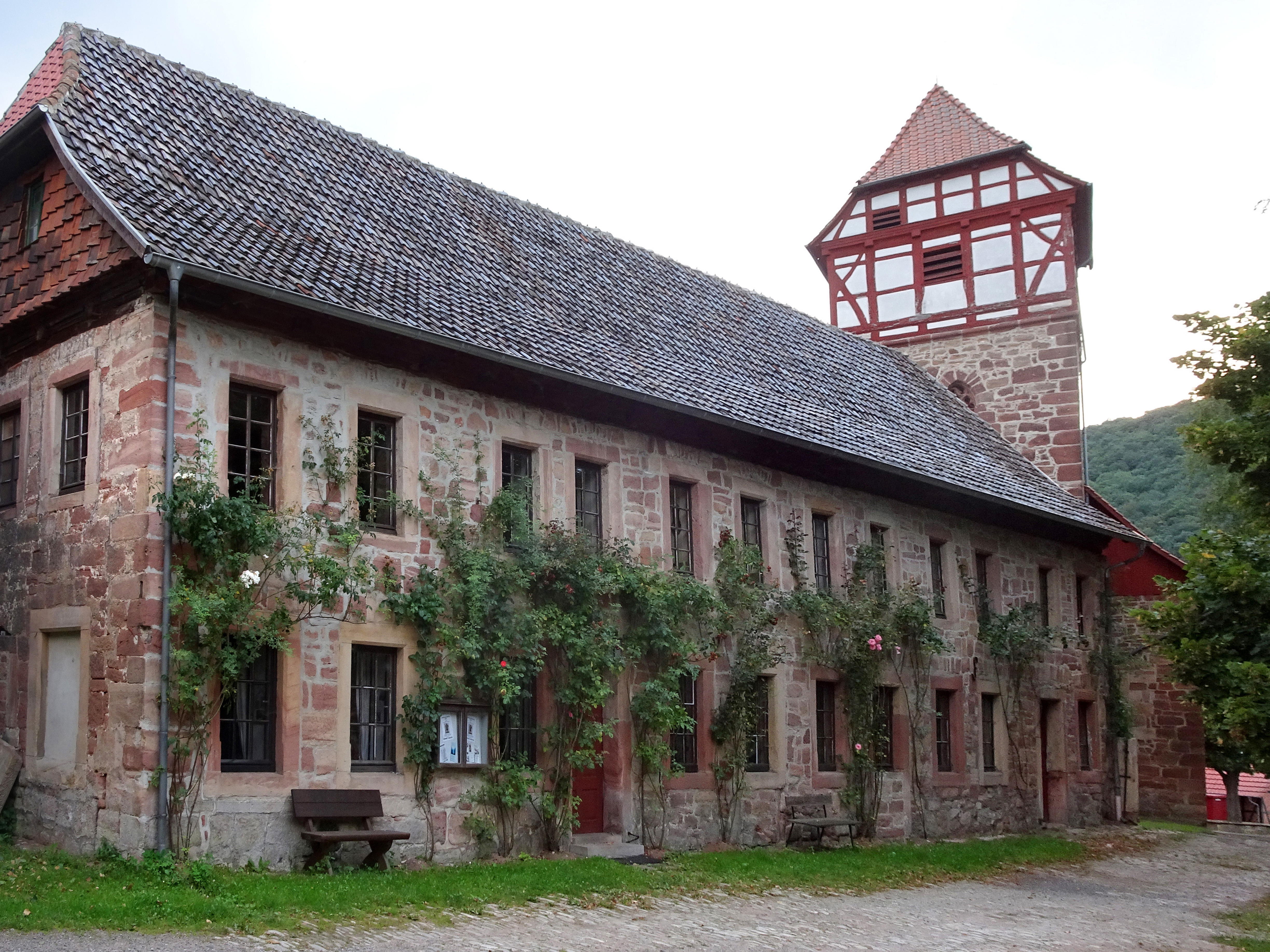
Das Heimatmuseum „Museum im Alten Boyneburger Schloss e. V.“

Das Alte Boyneburger Schloss in Wichmannshausen, einem Ortsteil der Stadt Sontra im nordhessischen Werra-Meißner-Kreis, ist ein ehemaliger Adelssitz eines Zweigs der Herren von Boyneburg. Es befindet sich am Nordostrand des historischen Dorfkerns, unmittelbar östlich der Dorfkirche.

## Geschichte

Wappen derer von Boyneburgk, „Weiße Fahne“

Ab der zweiten Hälfte des 15. Jahrhunderts verließen die verschiedenen Zweige des Geschlechts derer von Boyneburg ihre Burgsitze auf der nahen Boyneburg, die sie von den Landgrafen von Hessen zu Lehen hielten, und zogen auf ihre im Tal gelegenen Besitzungen. Der Stamm „Wichmannshausen“, er gehörte mit dem Stamm „Stedtfeld“ zur sogenannten „weißen Fahne“ (nach ihrem silber-schwarz geviertelten Wappen), deren Linien oft auch nur „die Weißen“ genannt wurden und die auch mit der Namensform „Boyneburgk“ anzutreffen sind, siedelte auf sein Hofgut in Wichmannshausen um und bezog dort ein dreistöckiges, aus Buntsandstein gemauertes Gebäude unmittelbar östlich der Kirche.
Nachdem im Jahre 1757 ein neues Herrenhaus auf dem Gutshof errichtet worden war, wurde der bisherige Wohnsitz der Wichmannshausener Familie von Boyneburgk als das Alte Schloss bezeichnet.

## Heutige Nutzung als Museum
Nachdem die Familie von Boyneburgk inzwischen in das kleine Schloss bei ihrem 1460 erstmals erwähnten Gut Boyneburgk (ehemals Datterpfeife genannt) unterhalb der Boyneburg umgezogen war, wurde das „Alte Boyneburger Schloss“ im Jahre 1977 dem damaligen Bischhäuser Museumsverein, dessen Museumsgebäude in Bischhausen im Jahr zuvor abgebrochen worden war, für die Dauer von 50 Jahren zur Verfügung gestellt. Der Verein benannte sich daraufhin um in „Museum im Alten Boyneburger Schloss e. V.“ Nach Renovierung und Ausbau des Gebäudes mit Hilfe der Vereinsmitglieder in den Jahren 1979 bis 1985 wurde das „Museum im Alten Boyneburger Schloss“ 1986 erstmals mit regelmäßigen Öffnungszeiten von Mai bis September der Öffentlichkeit zugänglich gemacht. In drei Stockwerken präsentiert sich den Besuchern auf rund 300 m2 Ausstellungsfläche ein Museum zum Anfassen, weil auf Absperrungen weitestgehend verzichtet wird. Gezeigt wird Volkskundliches aus der Region um die Boyneburg, mit Betonung auf die Darstellung des bäuerlichen Lebens früherer Zeiten. Neben wechselnden Ausstellungen gehört eine jährliche Museumsnacht zu den Attraktionen. Der Schlosshof wurde im Laufe des Jahres 2017 mit Hilfe des BBO Eschwege neu gestaltet und saniert.
Gegenüber der Einfahrt zum Schlosshof steht ein Wärterhaus auf mächtigem Sockel.